# Jiří Horák (1924)
Jiří Horák (23. dubna 1924 Hradec Králové – 25. července 2003 Englewood, Spojené státy americké) byl český politolog, vysokoškolský pedagog a sociálně demokratický politik, před rokem 1989 funkcionář exilové Československé sociální demokracie a generální tajemník Rady svobodného Československa, po sametové revoluci předseda obnovené ČSSD v Československu a poslanec Sněmovny lidu Federálního shromáždění.

## Biografie

### Mládí a aktivita v exilu
Maturoval na obchodní akademii v Hradci Králové a pak ho za druhé světové války čekalo totální nasazení v Německu. Koncem války odtud uprchl. V letech 1945–1948 studoval na Vysoké škole obchodní v Praze (dnešní VŠE Praha) a byl politicky aktivní v mládežnické organizaci Československé sociální demokracie. V letech 1945–1947 působil jako tiskový tajemník ministra Bohumila Laušmana.
V roce 1948 emigroval do Západního Německa (zde se podílel na založení Masarykovy univerzitní koleje v Ludwigsburgu, určené pro československé emigranty, v letech 1949–1951 byl tajemníkem Ústřední komise mládeže ČSSD v Německu a generálním tajemníkem Ústředního svazu československého studentstva v exilu) a odtud v roce 1951 do USA. Zde na Columbia University vystudoval politologii. Od roku 1961 přednášel na Manhattan College, v letech 1963–1967 jako docent, pak coby profesor. V americkém exilu se zapojil do činnosti Československé sociální demokracie. V roce 1956 založil s Pavlem Tigridem a Radomírem Lužou exilový čtvrtletník Svědectví a po několik let zastával funkci jeho vydavatele. V letech 1961–72 byl místopředsedou a poté až do roku 1989 generálním tajemníkem Rady svobodného Československa. Publikoval studii Czechoslovak Social Democratic Party 1938–1945 (New York, 1960) a byl spoluautorem sborníků Sozialdemokratie und Systemwandel Hundertjahre tschechoslowakische Erfahrung (1978) a Česká strana sociálně demokratická (1998). Patřil k předákům Ústřední komise mládeže, která byla členem mládežnické organizace při Socialistické internacionále. Od roku 1973 zasedal v ústředním výboru exilové ČSSD zvoleném na konferenci strany konané ve Švýcarsku. V rámci strany reprezentoval reformní křídlo, kritické vůči politice ČSSD v poválečném období 1945–1948. Zároveň ale Horák prosazoval smířlivý postoj k reformním komunistům z emigrační vlny po roce 1968 a nevylučovala možnost postupné reformy komunistického režimu. Na sjezdu exilové ČSSD v Curychu roku 1983 ovšem nebyl Horák a další předáci reformního křídla zvoleni do vedení a jejich vliv klesl. Založil pak s Přemyslem Janýrem Kruh československých sociálních demokratů v zahraničí. Jejich vlil posílil až v roce 1989, kdy se Horák přímo podílel na obnově strany v Československu.

### Obnova ČSSD v Československu po roce 1989
Brzy po sametové revoluci (již v prosinci 1989) se Horák vrátil do Československa a spoluzakládal Československou sociální demokracii (registrována 9. února 1990). Na sjezdu obnovené sociální demokracie v Praze-Břevnově byl koncem března 1990 zvolen předsedou strany. Ve funkci se zasloužil o etablování ČSSD na politické scéně a o navrácení pražského Lidového domu do majetku strany. Exiloví i tuzemští sociálně demokratičtí aktivisté se ale tehdy neshodovali v otázce politické strategie ČSSD. Zatímco Rudolf Battěk a jeho spojenci preferovali spolupráci ČSSD v rámci Občanského fóra, Horák a jiní upřednostňovali okamžitou samostatnou existenci sociálně demokratické strany coby nezávislého hráče na domácí politické scéně. Do voleb v roce 1990 Horákovo vedení kandidovalo v rámci celočeskoslovenské kandidátní listiny, ale nezískala parlamentní zastoupení ve Federálním shromáždění ani v České národní radě. Naopak Rudolf Battěk setrvával v Občanském fóru, kde tvořil frakci Klub sociálních demokratů Občanského fóra. Po neúspěchu ve volbách byl Battěk vyloučen z ČSSD a se svými stoupenci utvořil formaci Asociace sociálních demokratů, zatímco Horák zůstal předsedou ČSSD. Strana ovšem neuspěla ani v komunálních volbách na podzim 1990 a Horák se pak snažil o vytvoření aliance s klubem Obroda, sdružujícím bývalé reformní komunisty. V ČSSD proti tomuto plánu vznikla silná opozice, ale sjezd ČSSD v dubnu 1991 Horákův záměr schválil. Výsledkem ovšem byl rozkol, kdy stranu opustili bývalí Horákovi spolupracovníci z exilové ČSSD.
Ve volbách roku 1992 byl Horák za ČSSD zvolen do Sněmovny lidu (volební obvod Východočeský kraj). Ve Federálním shromáždění setrval do zániku Československa v prosinci 1992. Strana ovšem zaostala za svým očekáváním a proti předsedovi Horákovi zesílila vnitrostranická opozice. Starší generace sociálních demokratů mu navíc vyčítala prodej historického deníku sociálních demokratů Právo lidu. Spory vyvolával i příliv bývalých předlistopadových komunistů a politiků zaniklého Občanského fóra do ČSSD. Horák prosazoval koncepci ČSSD jako kultivované opozice k pravicové vládě a jako vzor si bral pravolevou vládní spolupráci v Rakousku nebo v meziválečném Československu.
V 2. polovině roku 1992 se ještě zapojil do debat o budoucnosti Československa. 27. července 1992 se s ním v budově Federálního shromáždění sešel slovenský premiér Vladimír Mečiar. Schůzce byli přítomni ještě předsedové ČSS Ladislav Dvořák a Zemědělské strany František Trnka. Šlo o součást snah české opozice nedovolit rozpad státu, popřípadě ho podmínit vypsáním referenda. Schůzka neměla jasný výsledek. Pokračovala počátkem srpna, ale pro nesouhlas ODS musel pak Mečiar tyto sondáže mezi českou opozicí ukončit.
Koncem roku 1992 Horák čelil v rámci ČSSD několika kritickým skupinám. Kromě nepočetného křídla lidí ovlivňovaných Rudolfem Battěkem to byl takzvaný Rakovnický proud (Jiří Paroubek), který prosazoval centristickou politiku a odmítal příliv bývalých komunistů do strany. Naopak Miloš Zeman, který se členem ČSSD stal teprve krátce předtím (bývalý člen Občanského fóra), prosazoval razantní opoziční, levicovou politiku. Na sjezdu ČSSD v únoru 1993 v Hradci Králové již proto Horák nekandidoval a novým předsedou byl nakonec zvolen Miloš Zeman.

### Návrat do USA
Po sjezdu působil Horák na symbolickém postu čestného předsedy ČSSD, ale již v dubnu 1993 se vrátil do USA. Důvodem pro opětovný odchod do zahraničí byla pociťovaná politická diskriminace. Majitel domu v Praze, do kterého se Horák chtěl nastěhovat, totiž zamítl Horákovi transakci s poukazem na Horákovu politickou orientaci. V době konání výstav (Herbert Masaryk 1993, T. G. Masaryk – člověk a umění 1995) podporoval při jeho návštěvách doma hlavního pořadatele Masarykovo demokratické hnutí. Z USA kriticky komentoval následný vývoj ČSSD pod vedením Miloše Zemana. Vedení českých sociálních demokratů dokonce v roce 1996 přijalo usnesení, v němž Horáka nepřímo vyzvalo k ukončení členství v ČSSD. V roce 2000 byl vyznamenán Řádem T. G. Masaryka III. třídy. V Jižních Čechách si zakoupil historický seník, který počal opravovat a upravovat pro případné pobyty v ČR. Zemřel doma v Englewoodu na Floridě. Příčinou úmrtí byl mozkový nádor.
Jeho otcem byl Josef Horák (1900–1978), meziválečný funkcionář DTJ a pak exilový politik ČSSD.